# Campyloneurus crassipes
Campyloneurus crassipes är en stekelart som först beskrevs av Smith 1858.  Campyloneurus crassipes ingår i släktet Campyloneurus och familjen bracksteklar. Inga underarter finns listade.